# ゲディミナス・ヴァグノリウス
ゲディミナス・ヴァグノリウス（Gediminas Vagnorius、1957年6月10日 - ）は、リトアニアの政治家。1991年から1992年と1996年から1999年にかけては首相も務めた。キリスト教保守社会連合の党首を務め、現在はキリスト教党 (KP) 党首。
1990年のリトアニア独立回復宣言の後に一時的に用いられていた暫定通貨タロナスは、彼の名前にちなんで「ヴァグノルケ」または「ヴァグノレリス」と呼ばれている。